# Adrián C. Escobar
Adrián César Escobar (* 26. August 1883 in Buenos Aires; † 15. Februar 1954 ebenda) war ein argentinischer Diplomat und Politiker.

## Leben
Adrián César Escobar war der Sohn von Maria Aqevedo Ramos de Escobar und Miguel Escobar. Er studierte Rechtswissenschaft. 1913 saß Adrian César Escobar im argentinischen Nationalkongress und lehne einen Antrag auf Verstaatlichung der argentinischen Ölindustrie ab.
Von 1920 bis 1924 saß er für die Partido Conservador über den Wahlbezirk Buenos Aires im Parlament. Er war an einer Gesetzesinitiative zur Restriktion des argentinischen Migrationsregimes beteiligt. Von 1939 bis 1940 war er der Präsident der Asociación del Fútbol Argentino. In seiner Amtszeit wurde das von 1939 bis 1949 ausgetragene jährliche Fußballturnier Copa Adrián C. Escobar begonnen, zu welchem er die Trophäe stiftete.
Adrian C. Escobar war von Dezember 1940 bis November 1942 argentinischer Botschafter in Madrid. Von August bis Oktober 1941 organisierte er im Auftrag der Comisión de Adquisiciones Argentinas en el Extranjero, einer Behörde der argentinischen Armee, den Transport von seltenen Erden aus dem Herrschaftsbereich des Deutschen Reiches und der Schweiz in spanische Häfen. Er beauftragte auf Weisung von Enrique Ruiz Guiñazú die Schenker AG mit dem Transport nach Portbou. Das Regime von Francisco Franco stellte den Bahntransport von Portbou nach Irun und den Seetransport nach Buenos Aires sicher.
Im März 1942 beantragte Adrian C. Escobar ein unbefristetes Visum für Héctor Cáceres, den Techniker der Comisión de Adquisiciones Argentinas en el Extranjero für Frankreich bei den deutschen Besatzungsbehörden. Dieser nahm Material in Irun ab und begleitete den Transport nach Lissabon. Im Juni 1942 beantragte Escobar ein Visum für Mayor Juan L. Bertuch, den Vorsitzenden der
Comisión de Adquisiciones Argentinas en el Extranjero um in Le Creusot Artillerie von der Firma Schneider AG zu kaufen. Im Dezember teilte Adrian C. Escobar Juan L. Bertuch in Lissabon mit, dass das Francoregime dem Transit von neun Kisten gebrauchter Waffen zugestimmt hat. Im Mai 1943 wurde ein Transport von vier großen Kisten über Irun und Bilbao in die Fábrica Militar de Pólvoras y Explosivos del Ejército abgewickelt. Der Militärattaché der deutschen Botschaft in Buenos Aires bestellte Mitte 1942 ein paar Flugzeuge und Panzer. Auch der Nachfolger im Amt des argentinischen Botschafters in Madrid, Alberto Palacios Costa bestellte Ende 1943 bei Reinhard Spitzy. Im Nachgang zu diesem Transfer, stellte das Reichssicherheitshauptamt fest, dass Walter Kutschmann, der in Hendaye den Transfer absicherte, Zollgebühren unterschlagen hatte, zumindest wurde dieser Vorwurf in einem Auslieferungsantrag an das Franco Regime genannt.
Ende Juni 1942 wurde Escobar erlaubt, sich aus Buenos Aires nach Frankreich zu begeben. Am 12. August 1942 wurden er und Juan Carlos Goyeneche zu Pius XII. geflogen. Goyeneche bekam am 10. Oktober 1942 eine Audienz. Zu den repräsentativen Aufgaben von Adrian C. Escobar in Europa gehörte es mit Aquilino López, den Agregado Cultural, Juan Carlos Goyeneche, auf seiner Friedensmission zu Philippe Pétain, Benito Mussolini, António de Oliveira Salazar und Joachim von Ribbentrop am 30. November 1942 zu begleiten.
Mitte Januar 1944 brach die Regierung von Pedro Pablo Ramírez die diplomatischen Beziehungen zu den Achsenmächten ab und Adrian C. Escobar wurde als Botschafter nach Washington entsandt.
Am 23. Februar 1944 war Adrian C. Escobar bei Eleanor Roosevelt zu Besuch. Am 22. Juni 1944 rief die Regierung Roosevelt den Botschafter Norman Armour aus Buenos Aires nach Washington ab. Nachdem die Regierung von Edelmiro Julián Farrell den Botschafter Adrian C. Escobar abberufen hatte, erklärte am 26. Juli 1944 die US-Regierung unter Roosevelt, dass sie die Regierung von Edelmiro Farrel nicht anerkennen werde, bevor keine grundlegenden Änderungen ihrer Politik gegenüber den Vereinten Nationen demonstriert würden.
Adrián Escobar wurde 1951 von der Regierung Juan Perón im Penitenciaría Nacional inhaftiert.